# Lasioglossum tribuarium
Lasioglossum tribuarium là một loài Hymenoptera trong họ Halictidae. Loài này được Rayment mô tả khoa học năm 1935.

## Hình ảnh

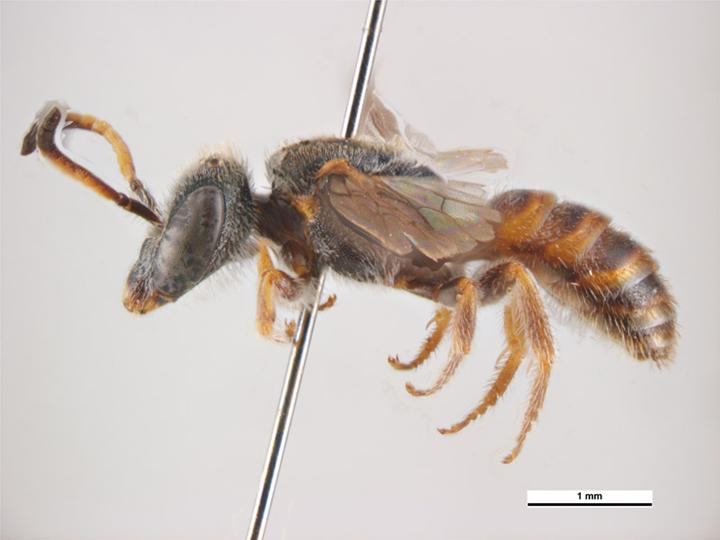